# Erie (Kansas)
Erie es una ciudad ubicada en el de condado de Neosho en el estado estadounidense de Kansas. En el año 2010 tenía una población de 1150 habitantes y una densidad poblacional de 500 personas por km².

## Geografía
Erie se encuentra ubicada en las coordenadas 37°34′7″N 95°14′33″O / 37.56861, -95.24250 (37.568548, -95.242562).

## Demografía
Según la Oficina del Censo en 2000 los ingresos medios por hogar en la localidad eran de $30,568 y los ingresos medios por familia eran $39,048. Los hombres tenían unos ingresos medios de $27,137 frente a los $18,672 para las mujeres. La renta per cápita para la localidad era de $17,019. Alrededor del 14.9% de la población estaban por debajo del umbral de pobreza.